# ZLX Stadium
Der New Douglas Park (auch als The Academy bekannt) ist ein Fußballstadion in der schottischen Stadt Hamilton, Vereinigtes Königreich. 

## Geschichte
Es war die Heimspielstätte des Fußballvereins Hamilton Academical und wurde 2001 fertiggestellt. Es wurde unmittelbar neben dem alten Douglas Park von 1888 errichtet. Derzeit lautet der offizielle Name des Stadions, aufgrund eines entsprechenden Sponsoringvertrags, ZLX Stadium.
Die Anlage bietet 6018 Sitzplätze. Der Zuschauerrekord liegt bei 6007 Besuchern, erzielt am 17. Januar 2015 bei der Partie Hamilton Academical gegen Celtic Glasgow.
Zusammen mit dem Rugby Park in Kilmarnock war der New Douglas Park zeitweise eines von zwei Stadien in der Scottish Premiership, die mit einem Kunstrasen ausgestattet waren.
2022 wechselte der FC Clyde vom Broadwood Stadium in den New Douglas Park.
Von 2001 bis 2025 trug der Hamilton Academical seine Heimspiele im New Douglas Park aus. Durch Streitigkeiten über die Mietbedingungen fällte der Club am 1. Mai 2025 den Entschluss zum Umzug in das Broadwood Stadium.